# Francesca Bocca
Francesca Bocca (Torino, 1964) è una scenografa italiana.

## Biografia
Diplomata all'Accademia di Belle Arti di Torino, si trasferisce agli inizi degli anni novanta in Inghilterra. A Londra frequenta una scuola di specializzazione e rientra successivamente in Italia. Il suo debutto cinematografico è nel 1994, ed il primo film in cui compare come responsabile delle scenografie è Un amore del 1999.

## Filmografia

### Cinema
- Un amore, regia di Gianluca Maria Tavarelli (1999)
- Liberi, regia di Gianluca Maria Tavarelli (2003)
- Dopo mezzanotte, regia di Davide Ferrario (2004)
- Se devo essere sincera, regia di Davide Ferrario (2004)
- Sotto il sole nero, regia di Enrico Verra (2005)
- La terza madre, regia di Dario Argento (2007)
- Tutta colpa di Giuda, regia di Davide Ferrario (2009)
- La luna su Torino, regia di Davide Ferrario (2013)
- Una storia sbagliata, regia di Gianluca Maria Tavarelli (2014)
- La solita commedia - Inferno, regia di Fabrizio Biggio, Martino Ferro e Francesco Mandelli (2015)
- Sul più bello, regia di Alice Filippi (2020)
- Sempre più bello, regia di Claudio Norza (2021)
- L'uomo sulla strada, regia di Gianluca Mangiasciutti (2022)
- Zamora, regia di Neri Marcorè (2023)

### Televisione
- Ti piace Hitchcock?, regia di Dario Argento (2005) - serie TV
- Nel nome del male (2009), regia di Alex Infascelli (2009) - miniserie TV
- Il sorteggio, regia di Giacomo Campiotti (2010) - film TV

## Riconoscimenti
- David di Donatello

2005 - Candidata a migliore scenografia per Dopo mezzanotte